# Seven Keys to Baldpate (film, 1917)
Pour les articles homonymes, voir Seven Keys to Baldpate.
Pour plus de détails, voir Fiche technique et Distribution.
Seven Keys to Baldpate est un film américain réalisé par Hugh Ford, sorti en 1917.
C'est une des nombreuses adaptation du roman d'Earl Derr Biggers, montrant le lien entre le travail de l'écrivain et la maison isolée, sujet devenu classique dans le cinéma.

## Synopsis
Un écrivain a 24 heures pour écrire un roman dans un hôtel fermé. Plusieurs intrus disposant de clés de l'hôtel vont venir le perturber.

## Fiche technique
- Réalisation : Hugh Ford
- Scénario : d'après le roman Seven Keys to Baldpate d'Earl Derr Biggers[2]
- Producteur : George M. Cohan
- Photographie : Ned Van Buren, Lewis W. Physioc
- Genre : Mystère, thriller[3]
- Distributeur : Artcraft Pictures
- Durée : 65 minutes
- Date de sortie : 17 octobre 1917

## Distribution
- George M. Cohan : George Washington Magee
- Anna Q. Nilsson : Mary Norton
- Elda Furry : Myra Thornhill
- Corene Uzzell : Mrs. Rhodes
- Joseph W. Smiley : Mayor Cargan
- Armand Cortes : Lou Max
- Warren Cook : Thomas Hayden
- Purnell Pratt : John Bland
- Frank Losee : Hall Bentley
- Eric Hudson : Peter the Hermit
- Carleton Macy : Police Chief Kennedy
- Paul Everton : Langdon
- Russell Bassett : Quimby
- Robert Dudley : Clerk